# Zhen Ji
Zhen Ji ou Zhen Luo (chinês: 甄 洛, outro nome: Zhen Mi, 甄 宓) (183 — 221), formalmente Imperatriz Wenzhao (文昭 皇后, literalmente, "a imperatriz civil e diligente") foi a primeira esposa de Cao Pi, o primeiro imperador Cao Wei, embora ela nunca foi imperatriz, enquanto estava viva. Ela foi morta pelo próprio Cao Pi, que morreu 5 anos depois. Porém, mesmo assim ela foi postumamente homenageada como uma imperatriz, pois mais tarde o seu filho Cao Rui tornou-se imperador.
A mulher da beleza inigualável, casou-se com Yuan Xi, entretanto após Cao Cao captura-la, seu filho Cao Pi a desposou.